# Hadia Hosny
Hadia Hosny El Said, née le 30 juillet 1988 au Caire, est une joueuse de badminton égyptienne. 

## Parcours
Elle commence à jouer au badminton en 2000 : son entraîneur de squash à l'école, Tamer Raafet, fait partie de l'équipe nationale égyptienne de badminton, et elle venait 'arrêter la pratique de la gymnastique à cause d'une blessure l'année précédente. Elle décide alors d'essayer le badminton. Elle commence à gagner des tournois internationaux quelques années plus tard, à la fin des années 2000 et début des années 2010 : en double dame en Syria International en 2008 avec Sabereh Kabiri, en double dame toujours à l'Ethiopia International en 2011 avec Rajae Rochdy, en double mixte au Namibia International en 2011 avec Abdelrahman Kashkal. Elle remporte aussi dès 2010 le Championnats d'Afrique de badminton en simple dame. Elle représente son pays aux Jeux olympiques d'été, lors de l'édition 2008 puis 2012.
En 2015, elle obtient la médaille de bronze en simple dames et en double mixte aux Jeux africains.
Elle est médaillée d'argent aux Championnats d'Afrique de badminton par équipes 2016.
Elle est médaillée de bronze par équipe aux Jeux africains de 2019.